# 琉球浪漫
『琉球浪漫』（りゅうきゅうろまん）は、2009年にタイヨーが開発・販売した完全告知型の沖スロ5号機。⌀30機と⌀25機が同時発売された。保通協における型式名は「琉球浪漫-30」および「琉球浪漫」。

## 概要
メーカーは『花浪漫』に続く浪漫シリーズ第2弾と銘打っている。
『花浪漫』同様、リールパネルの左下の花ランプがキュキュキュイ〜ンという告知音と共に点灯すればボーナス確定（筐体上部のハイビスカスランプも通常時はぼんやりと点灯しているが、ボーナス告知後は点滅状態となる）し、「ゴフッ」という告知音とともにパネルが全消灯し、リールパネル左下の花ランプが点灯する先告知演出がある。
ボーナスは、ビッグボーナス・レギュラー（チャレンジボーナス）がそれぞれ1種類で2枚掛けとなり、ビッグは345枚以上の払い出し（純増約312枚）、レギュラーは135枚以上の払い出し（純増約130枚）で終了する。

## ボーナス確率
| 設定 | BIG確率 | REG確率 | 合成確率 |
| ---- | ------- | ------- | -------- |
| 1    | 1/292.6 | 1/439.8 | 1/175.7  |
| 2    | 1/284.9 | 1/428.3 | 1/171.1  |
| 3    | 1/280.1 | 1/420.1 | 1/168.0  |
| 4    | 1/264.3 | 1/397.2 | 1/158.7  |
| 5    | 1/255.0 | 1/383.3 | 1/153.1  |
| 6    | 1/240.1 | 1/360.1 | 1/144.0  |

※各数値はメーカー発表値。